# Grotte d'Apídima
La grotte d'Apídima (en grec moderne : Σπήλαιο Απήδημα) est un complexe de petites grottes situées sur le littoral ouest du Magne, péninsule du sud du Péloponnèse, en Grèce.
Des restes d'individus du genre Homo datant du Paléolithique, y ont été découverts. Un crâne fossile partiel, nommé Apidima 1, montre un mélange de caractères humains modernes et primitifs. Selon certaines interprétations, ce crâne daté de 210 000 ans, serait la découverte d'Homo sapiens le plus ancien en dehors de l'Afrique, le deuxième étant un maxillaire mis au jour dans la grotte de Misliya en Israël, avec un âge maximum d'environ 177 000 à 194 000 ans. Un deuxième crâne, Apidima 2, daté de 170 000 ans, est attribué à un néandertalien,. Une autre étude attribue ces crânes partiels à des Homo erectus évolués en voie de néandertalisation.

## Description
Le site d'Apídima se compose de grottes karstiques formées dans une falaise calcaire sur la côte ouest de la péninsule du Magne, dans le sud de la Grèce. Aujourd'hui, les grottes s'ouvrent sur la paroi d'une grande falaise marine et ne sont accessibles que par la mer, mais pendant les périodes les plus froides de la période glaciaire qui correspond à l'âge des restes humains retrouvés, le niveau de la mer était plus bas, et les grottes s'élevaient bien au-dessus de la surface.
La grotte A (Alpha), la plus basse, est située à 4 m au dessus du niveau de la mer, et les grottes B (Beta), C (Gamma), D (Delta) sont respectivement à 11, 19 et 24 m au dessus de l'eau. Une cinquième entrée E est également répertoriée,.